# 1752年の相撲
1752年の相撲（1752ねんのすもう）は、1752年の相撲関係のできごとについて述べる。

## 興行
- 4月場所（大坂相撲）[1]
  - 興行場所:大坂南堀江浜一丁目
- 5月場所（京都相撲）[2]
  - 興行場所:二条川東
- 7月場所（京都相撲）[2]
  - 興行場所:北野下ノ森